# Eleição municipal de Porto Alegre em 2008
A eleição do município brasileiro de Porto Alegre ocorreu no dia 5 de outubro de 2008 para a eleição de 1 (um) prefeito, 1 (um) vice-prefeito e de 36 (trinta e seis) vereadores para a administração da cidade. 
Como o cargo majoritário não alcançou a maioria absoluta dos votos válidos, houve um novo escrutínio no dia 26 de outubro de 2008. O prefeito e o vice-prefeito eleitos assumiram os cargos no dia 1 de janeiro de 2009 e seus mandatos terminaram em dia 31 de dezembro de 2012. 
Oito candidatos concorreram naquele ano para chefiar o Poder Executivo de Porto Alegre. O candidato vencedor foi José Fogaça do partido PMDB, reeleito para o cargo de prefeito, e José Fortunati para o cargo de vice-prefeito.

## Candidatos a prefeito
| Foto | Candidato(a)            | Vice                               | Partido | Nº | Coligação                                              |
| ---- | ----------------------- | ---------------------------------- | ------- | -- | ------------------------------------------------------ |
|      | Carlos Antônio Gomes    | Paulo Antônio Stölben              | PHS     | 31 |                                                        |
|      | José Fogaça[R]          | José Fortunati (PDT)               | PMDB    | 15 | "Cidade melhor - Futuro melhor" (PMDB/PDT/PTB/PSDC)    |
|      | Luciana Genro           | Edison Souza (PV)                  | PSOL    | 50 | "Sol e verde" (PSOL/PV)                                |
|      | Manuela D'Ávila         | Berfran Rosado (PPS)               | PCdoB   | 65 | "Porto Alegre é mais" (PCdoB/PPS/PR/PTdoB/PMN/PSB/PTN) |
|      | Maria do Rosário        | Marcelo Danéris (PT)               | PT      | 13 | "Frente popular por Porto Alegre" (PT/PRB/PSL/PTC)     |
|      | Nelson Marchezan Júnior | Tadeu Martins (PSDB)               | PSDB    | 45 | —                                                      |
|      | Onyx Lorenzoni          | Diogo Paz Bier (Mano Changes) (PP) | DEM     | 25 | "Porto futuro alegre" (DEM/PP/PSC)                     |
|      | Vera Guasso             | Humberto Carvalho (PCB)            | PSTU    | 16 | "Frente de esquerda" (PSTU/PCB)                        |

## Fatos

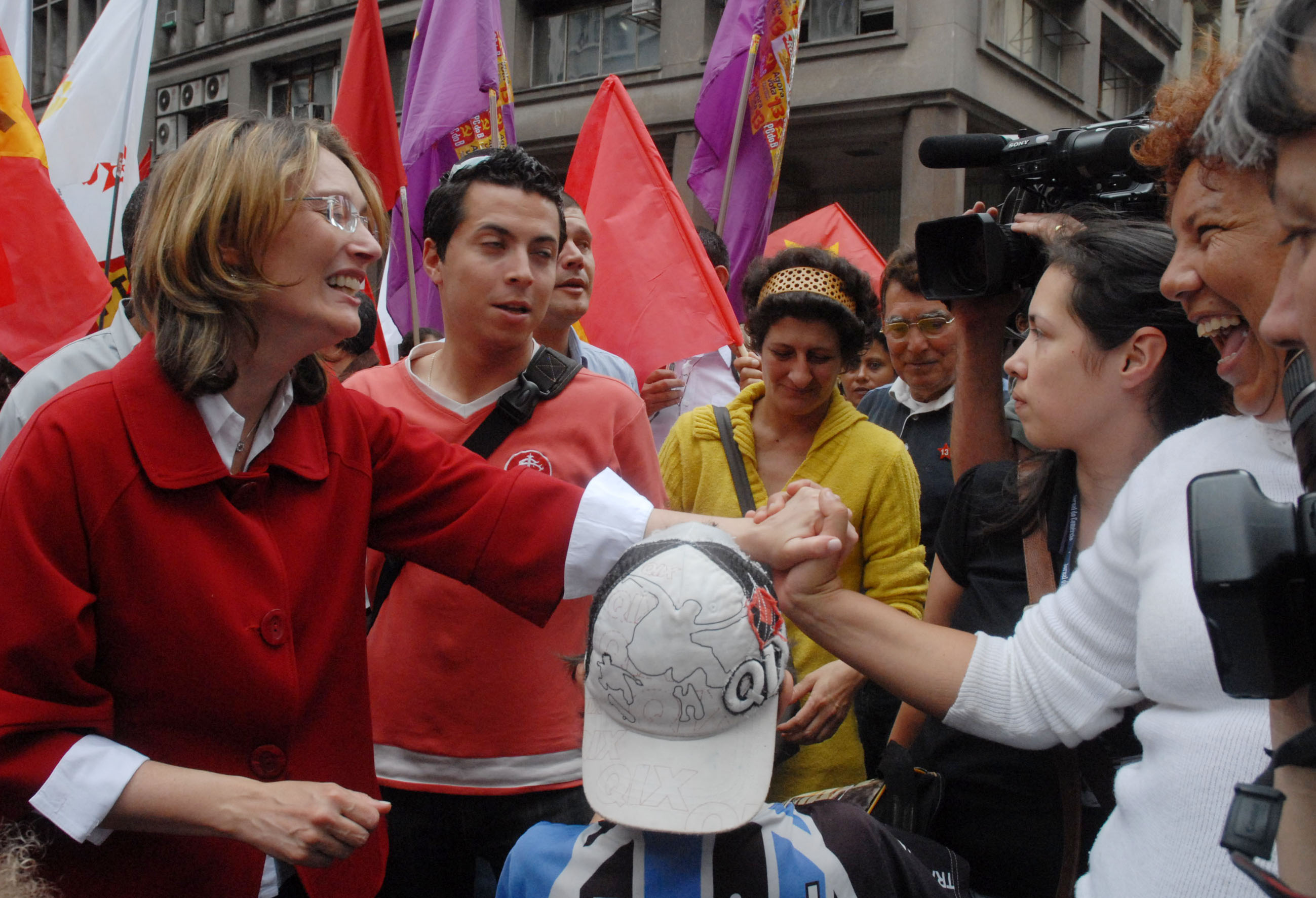
Maria do Rosário em um compromisso de campanha

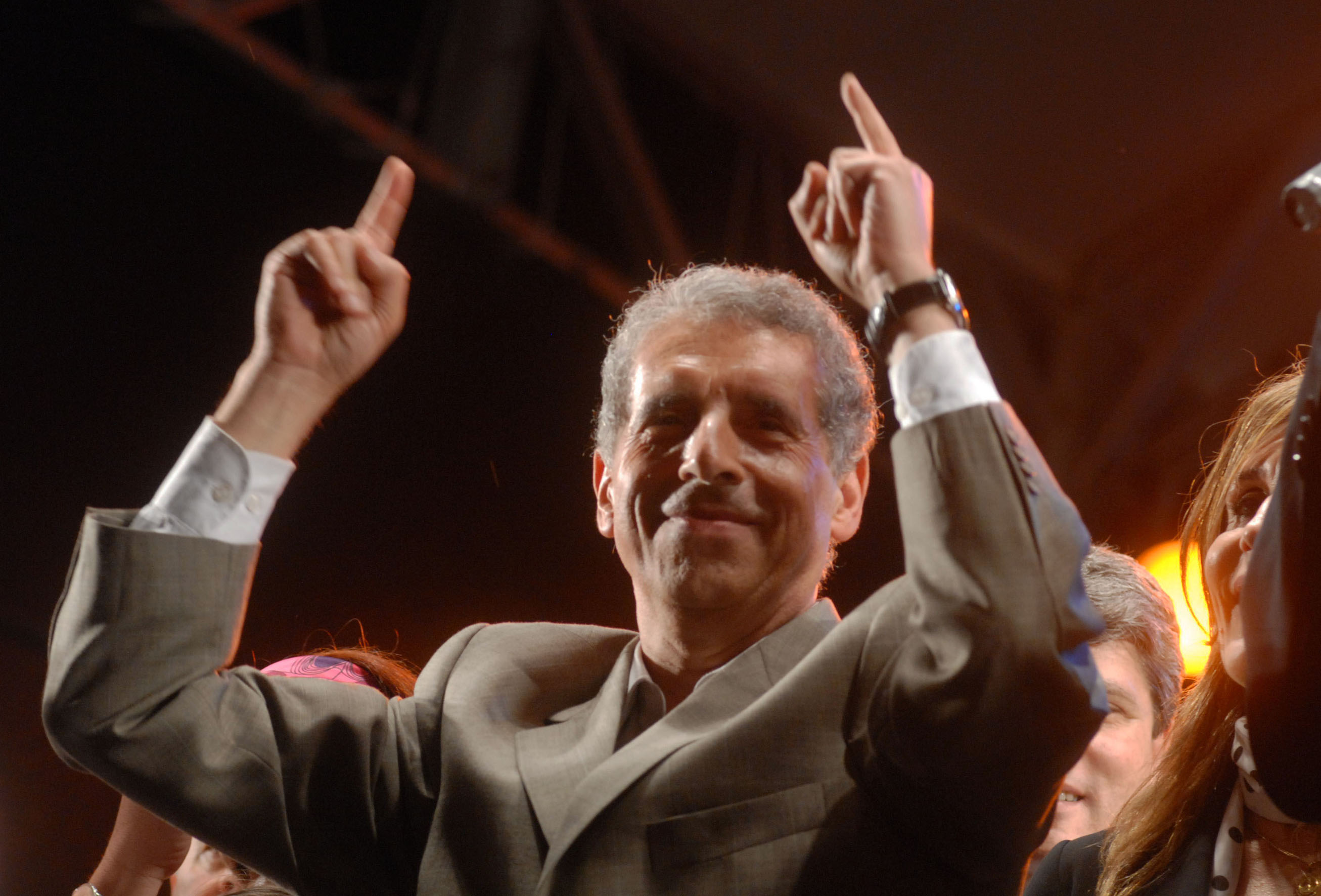
José Fogaça em um comício de campanha

- O Partido Humanista da Solidariedade (PHS) trocou de candidato em plena campanha eleitoral na televisão. Saiu o candidato Paulo Rogowski, que teve seu registro negado e entrou Carlos Gomes.[1]
- O Partido da Causa Operária (PCO) destistiu de ter candidato na capital gaúcha.[2]
- A TVCOM, a Rádio Gaúcha,[3] a TVE RS[4] TV Bandeirantes, a TV Record[5] e a RBS TV realizaram debates no rádio e na televisão. O principal alvo dos adversários foi o candidato a reeleição, José Fogaça.
- Houve o uso constante das imagens da governadora do Rio Grande do Sul, Yeda Crusius e do presidente da República, Luiz Inácio Lula da Silva na campanha porto-alegrense.[6] Houve até a proibição da candidata Manuela D'Ávila de usar as imagens do presidente em sua propaganda na televisão.[7] No segundo turno, o presidente deu apoio à Maria do Rosário.
- A página de Fogaça na internet foi invadida por hackers com mensagens contra o candidato.[8]
- No segundo turno, o partido de Manuela d'Ávila, o PCdoB formalizou apoio à Maria do Rosário.[9] Já o DEM, de Onyx Lorenzoni, formalizou seu apoio a José Fogaça.[10]

## Reeleição
As eleições ocorreram no primeiro turno em 05 de outubro de 2008, sendo que os candidatos José Fogaça e Maria do Rosário tiveram que disputar o segundo turno, que aconteceu em 26 de outubro de 2008.
Os candidatos eleitos em Porto Alegre, em segundo turno, foram José Fogaça (PMDB), que foi reeleito, político experiente da região e de projeção no estado do RS, e como vice, José Fortunati, com 58,95% dos votos. Maria do Rosário, do PT, recebeu 41,05% dos votos válidos. “É isso que está, neste momento, sendo consagrado pelas urnas, um projeto que implantou na cidade um ciclo de mudanças, que plantou sementes para o futuro.”

## Horário eleitoral
É exibido por todas as emissoras de rádio e geradoras de televisão com outorga em Porto Alegre. José Fogaça possui o maior tempo de exposição.

### Tempo de exposição

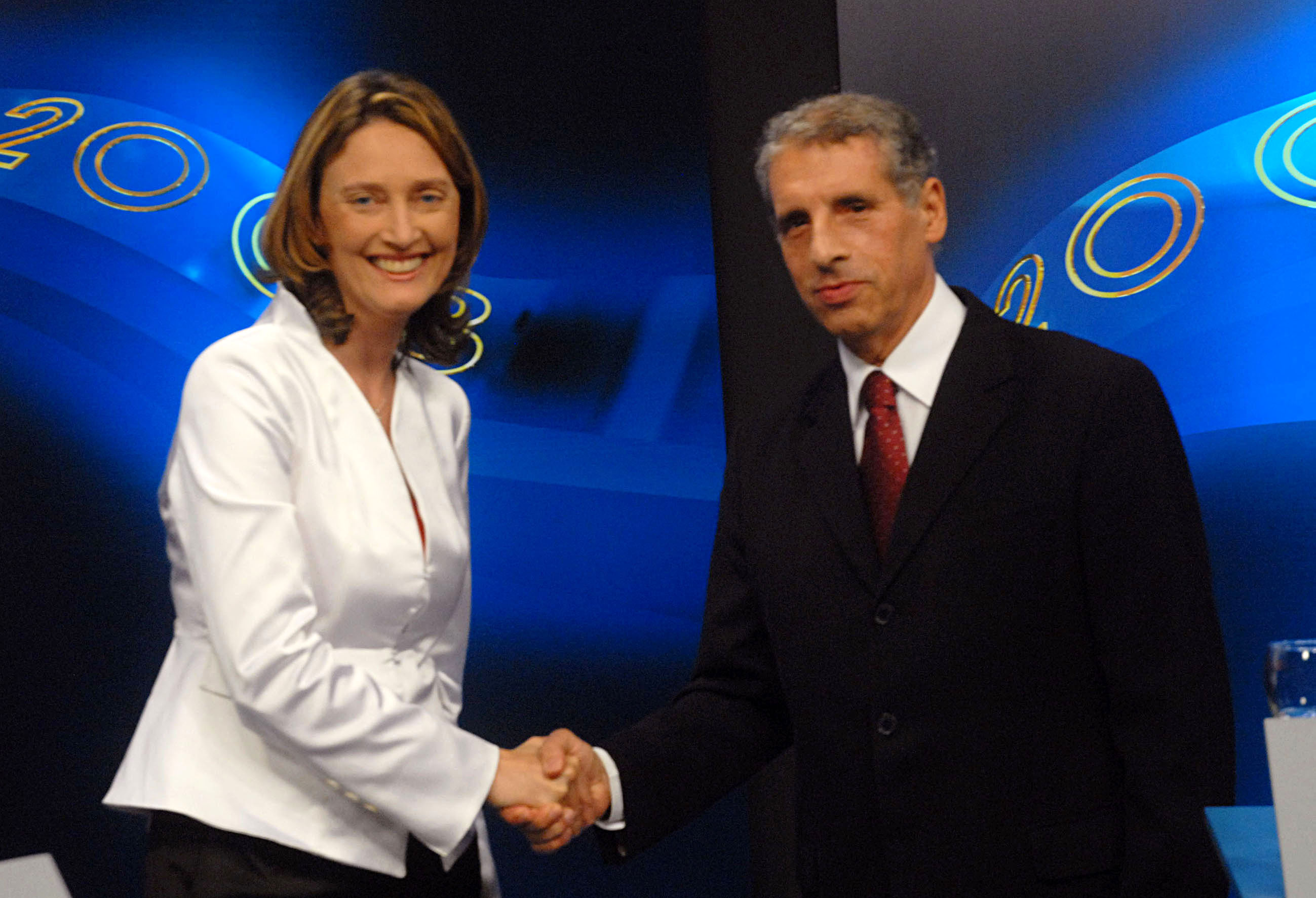
Maria do Rosário e Fogaça em um debate na RBS TV.

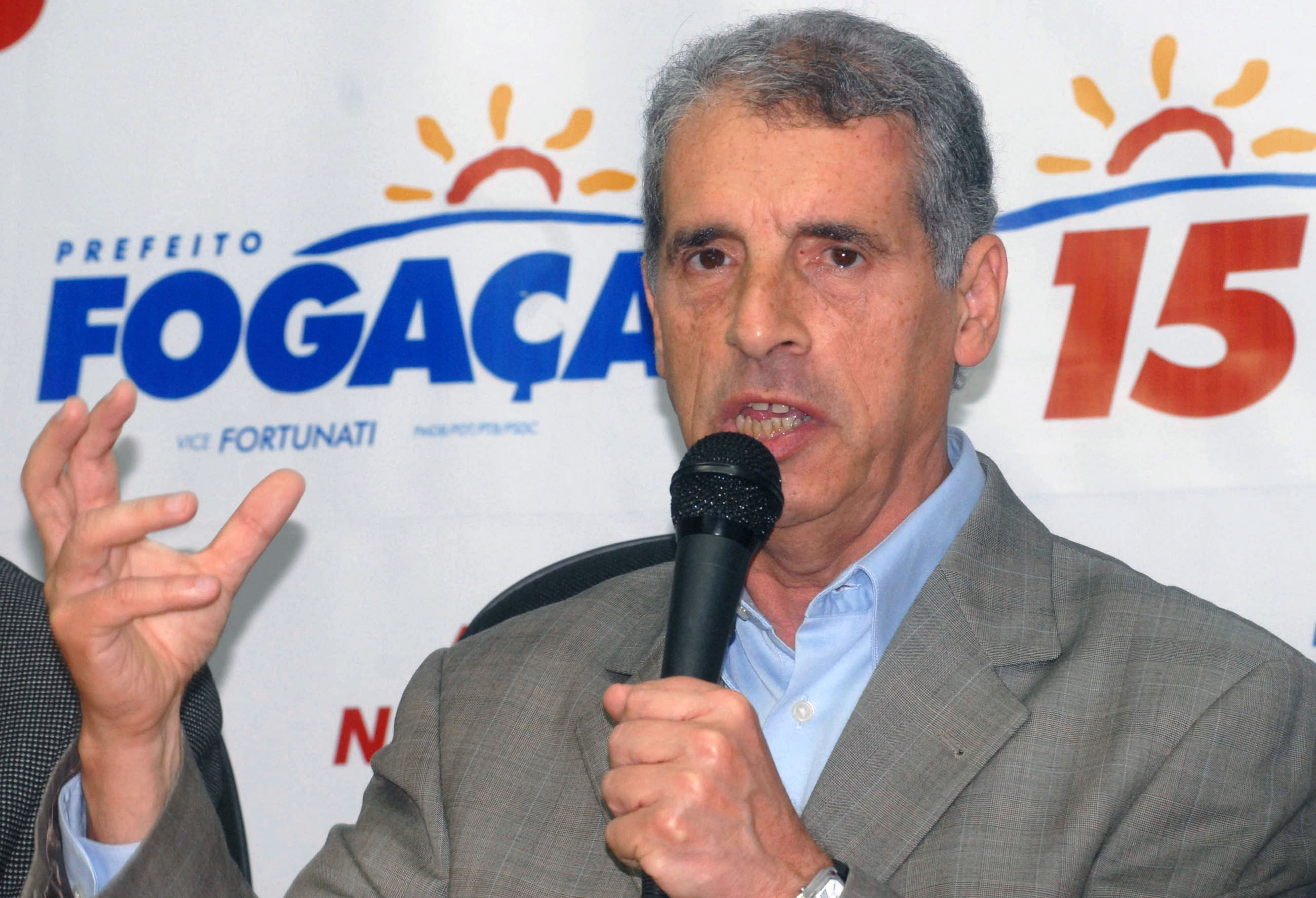
O prefeito reeleito de Porto Alegre, José Fogaça, concede entrevista coletiva

| Candidato(a)                | Tempo           |
| --------------------------- | --------------- |
| José Fogaça (PMDB)          | 6 min e 33 seg  |
| Onyx Lorenzoni (DEM)        | 5 min e 44 seg  |
| Manuela D'Ávila (PCdoB)     | 4 min e 47 seg  |
| Maria do Rosário (PT)       | 4 min e 38 seg  |
| Nélson Marchesan Jr. (PSDB) | 3 min e 49 seg  |
| Luciana Genro (PSOL)        | 1 min e 52 seg. |
| Carlos Gomes (PHS)          | 1 min e 19 seg  |
| Vera Guasso (PSTU)          | 1 min e 15 seg  |

## Resultados da eleição para prefeito
| Candidato(a)                | Vice                    | 1º Turno 5 de outubro de 2008 | 1º Turno 5 de outubro de 2008 | 2º Turno 26 de outubro de 2008 | 2º Turno 26 de outubro de 2008 |
| Candidato(a)                | Vice                    | Votação                       | Votação                       | Votação                        | Votação                        |
| Candidato(a)                | Vice                    | Total                         | Porcentagem                   | Total                          | Porcentagem                    |
| --------------------------- | ----------------------- | ----------------------------- | ----------------------------- | ------------------------------ | ------------------------------ |
| José Fogaça (PMDB)          | José Fortunati (PDT)    | 346.427                       | 43,85%                        | 470.696                        | 58,95%                         |
| Maria do Rosário (PT)       | Marcelo Danéris (PT)    | 179.587                       | 22,73%                        | 327.799                        | 41,05%                         |
| Manuela d'Ávila (PCdoB)     | Berfran Rosado (PPS)    | 121.232                       | 15,35%                        | Não participaram               | Não participaram               |
| Luciana Genro (PSOL)        | Edison Pereira (PV)     | 72.863                        | 9,22%                         | Não participaram               | Não participaram               |
| Onyx Lorenzoni (DEM)        | Mano Changes (PP)       | 38.803                        | 4,91%                         | Não participaram               | Não participaram               |
| Nelson Marchezan Jr. (PSDB) | Tadeu Martins (PSDB)    | 22.365                        | 2,83%                         | Não participaram               | Não participaram               |
| Vera Guasso (PSTU)          | Humberto Carvalho (PCB) | 6.174                         | 0,78%                         | Não participaram               | Não participaram               |
| Carlos Gomes (PHS)          | Paulo Stölben (PHS)     | 2.548                         | 0,32%                         | Não participaram               | Não participaram               |
| Total de votos válidos      | Total de votos válidos  | 789.999                       | 100,00%                       | 798.495                        | 100,00%                        |
| Votos apurados              |                         |                               |                               |                                |                                |
| Votos válidos               | Votos válidos           | 789.999                       | 90,90%                        | 798.495                        | 93,49%                         |
| Votos em branco             | Votos em branco         | 40.460                        | 4,66%                         | 25.070                         | 2,94%                          |
| Votos nulos                 | Votos nulos             | 38.618                        | 4,44%                         | 30.573                         | 3,58%                          |
| Total de votos apurados     | Total de votos apurados | 869.077                       | 100,00%                       | 854.138                        | 100,00%                        |
| Eleitores                   |                         |                               |                               |                                |                                |
| Comparecimento              | Comparecimento          | 869.077                       | 83,65%                        | 854.138                        | 82,22%                         |
| Abstenções                  | Abstenções              | 169.808                       | 16,35%                        | 184.747                        | 17,78%                         |
| Total de eleitores          | Total de eleitores      | 1.038.885                     | 100,00%                       | 1.038.885                      | 100,00%                        |
| Total de seções: 2.645      |                         |                               |                               |                                |                                |

## Vereadores eleitos
| Candidatos             | Partido | Votos  | %    |
| Maurício Dziedricki    | PTB     | 15.454 | 2,04 |
| Pedro Ruas             | PSOL    | 13.569 | 1,79 |
| Sebastião Melo         | PMDB    | 10.857 | 1,43 |
| João Dib               | PP      | 9.975  | 1,32 |
| Beto Moesch            | PP      | 9.554  | 1,26 |
| Juliana Brizola        | PDT     | 9.247  | 1,22 |
| João Bosco Vaz         | PDT     | 9.098  | 1,20 |
| Dr. Goulart            | PTB     | 8.478  | 1,12 |
| Sofia Cavedon          | PT      | 8.046  | 1,06 |
| Tessaro                | PTB     | 7.881  | 1,04 |
| Idenir Cecchim         | PMDB    | 7.577  | 1,00 |
| Mauro Zacher           | PDT     | 7.565  | 1,00 |
| Adeli Sell             | PT      | 7.406  | 0,98 |
| Maria Celeste          | PT      | 7.117  | 0,94 |
| Waldir Canal           | PRB     | 7.046  | 0,93 |
| Valter Nagelstein      | PMDB    | 6.851  | 0,90 |
| Todeschini             | PT      | 6.681  | 0,88 |
| João Carlos Nedel      | PP      | 6.659  | 0,88 |
| Bernardino Vendruscolo | PMDB    | 6.463  | 0,85 |
| Haroldo de Souza       | PMDB    | 6.375  | 0,84 |
| Tarciso Flecha Negra   | PDT     | 6.232  | 0,82 |
| Márcio Bins Ely        | PDT     | 6.147  | 0,81 |
| Professor Garcia       | PMDB    | 6.088  | 0,80 |
| Kevin Krieger          | PP      | 5.969  | 0,79 |
| Aldacir Oliboni        | PT      | 5.791  | 0,76 |
| Elói Guimarães         | PTB     | 5.250  | 0,69 |
| DJ Cassiá              | PTB     | 5.231  | 0,69 |
| Mauro Pinheiro         | PT      | 5.172  | 0,68 |
| Comassetto             | PT      | 5.146  | 0,68 |
| Toni Proença           | PPS     | 3.788  | 0,50 |
| Luiz Braz              | PSDB    | 3.576  | 0,47 |
| Mário Manfro           | PSDB    | 3.490  | 0,46 |
| Paulinho Rubem Berta   | PPS     | 3.446  | 0,45 |
| Elias Vidal            | PPS     | 3.381  | 0,45 |
| Fernanda               | PSOL    | 2.984  | 0,39 |
| Airto Ferronato        | PSB     | 2.372  | 0,31 |

## Representação numérica das coligações na Câmara dos Vereadores
| Coligação                          | Votos   | Votos válidos(%) | Número de Vereadores |
| PSL / PTC / PRB / PT               | 147.178 | 19,43            | 8                    |
| PMDB                               | 126.792 | 16,74            | 6                    |
| PDT                                | 98.587  | 13,02            | 6                    |
| PTB                                | 91.526  | 12,08            | 4                    |
| PP / DEM                           | 87.779  | 11,59            | 4                    |
| PR / PC do B / PT do B / PMN / PPS | 64.503  | 08,52            | 3                    |
| PSOL                               | 42.411  | 05,60            | 2                    |
| PSDB                               | 41.802  | 05,52            | 2                    |
| PTN / PSB                          | 21.196  | 02,80            | 1                    |
| PV                                 | 10.454  | 01,38            | 0                    |
| PSC                                | 9.272   | 01,22            | 0                    |
| PHS                                | 7.706   | 01,02            | 0                    |
| PSTU / PCB                         | 7.492   | 00,99            | 0                    |
| PSDC                               | 726     | 00,10            | 0                    |